# Felipa de Antioquía
Felipa de Antioquía (1148-1178), fue señora de Torón por su matrimonio con Hunfredo II de Torón y amante de Andrónico I Comneno. 

## Orígenes familiares
Felipa era la hija menor de la princesa Constanza de Antioquía y su primer esposo, Raimundo de Poitiers. Los hermanos de Felipa fueron Bohemundo III de Antioquía y María de Antioquía, que se casó con Manuel I Comneno. En 1149, su padre murió en la batalla de Inab, y su madre se volvió a casar en 1153 con Reinaldo de Châtillon. De este matrimonio nació al menos una hija, Inés, que se casó con Bela III de Hungría.

## Señora de Torón
Felipa conoció a Andrónico I Comneno en la corte del Principado de Antioquía. Cautivada por este, fue seducida y se convirtió en su amante entre 1166 y 1167.
Después de que Andrónico la abandonara, se casó con Hunfredo II de Torón. Sin embargo, no tuvieron hijos. Felipa murió en 1178 alrededor de los treinta años. Fue enterrada en la iglesia de Santa María en el Valle de Josafat.